# Tomás Reñones
Tomás Reñones (Santiago de Compostella, 9 augustus 1960) is een Spaans voormalig voetballer en politicus. Reñones was een verdediger die bijna heel zijn carrière voor Atlético Madrid uitkwam.

## Spelerscarrière

### Clubvoetbal
Reñones werd in 1981 door Atlético Madrid weggeplukt bij SD Compostela. Na enkele jaren in het beloftenelftal maakte hij zijn debuut in het eerste elftal, waarvoor hij uiteindelijk 367 wedstrijden zou spelen. In 1996 won hij met Atlético de dubbel. Op 25 mei 1996 speelde hij tegen Albacete Balompié zijn laatste wedstrijd voor Atlético. Reñones ging bij derdeklasser Atlético Marbella spelen. In 1998 sloot hij zijn carrière af bij UD San Pedro.

### Interlandvoetbal
Reñones kwam tussen 1985 en 1989 19 keer uit voor het Spaans voetbalelftal. Zijn eerste interland speelde hij op 20 november 1985 tegen Oostenrijk. Hij nam deel aan het  WK 1986 en het EK 1988.

## Erelijst
| Kampioen Primera División | 1x | 1995/96                |
| Copa del Rey              | 4x | 1985, 1991, 1992, 1996 |
| Spaanse Supercup          | 1x | 1985                   |

## Politiek
Na zijn spelerscarrière ging Reñones de politiek in. Jesús Gil y Gil, toenmalig voorzitter van Atlético Madrid, overhaalde Reñones om lid te worden van zijn politieke partij G.I.L. (Grupo Independiente Liberal: Onafhankelijke Liberale Groep). Reñones werd schepen van sport in Marbella en werd in 2006 zelfs burgemeester ad interim na de arrestatie van burgemeester Marisol Yagüe. Uiteindelijk werd hij zelf gearresteerd in de zaak-Malaya.
1 Zubizarreta ·
2 Tomás ·
2 Camacho  ·
4 Maceda ·
5 Víctor Muñoz ·
6 Gordillo ·
7 Señor ·
8 Goikoetxea · 
9 Butragueño ·
10 Carrasco ·
11 Julio Alberto ·
12 Setién ·
13 Urruti ·
14 Gallego ·
15 Chendo ·
16 Rincón ·
17 Francisco ·
18 Calderé ·
19 Salinas ·
20 Eloy ·
21 Míchel ·
22 Ablanedo ·
Coach: Miguel Muñoz
1 Zubizarreta ·
2 Tomás ·
2 Camacho  ·
4 Andrinúa ·
5 Víctor Muñoz ·
6 Calderé ·
7 Salinas ·
8 Sanchís · 
9 Butragueño ·
10 Eloy ·
11 Gordillo ·
12 Rodríguez ·
13 Buyo ·
14 Gallego ·
15 Eusebio ·
16 Bakero ·
17 Begiristain ·
18 Soler ·
19 Vázquez ·
20 Míchel ·
Coach: Miguel Muñoz